# Marie-Angélique de Fitte de Soucy
Marie-Angélique de Fitte de Soucy, baronne de Mackau, née le 16 novembre 1723 à Fontenay-lès-Briis, décédée le 10 février 1801 à Vitry-sur-Seine, fut sous-gouvernante des enfants royaux de 1771 à 1792.

## Biographie
Fille de Jean-François de Fitte/de Ficte de Soucy, lieutenant colonel d'artillerie et de Marie-Angélique de Jordy de Cabanac (cousine germaine de François), elle naît le 16 novembre 1723 à Fontenay-lès-Briis. Elle a deux frères, Armand de Fitte de Soucy, marquis de Soucy, et Nicolas de Fitte de Soucy.
Elle épouse en 1755 le baron Louis-Eléonor Dirkheim de Mackau, ambassadeur de la France à la Diète impériale. 
Elle est la mère de Renée Suzanne de Mackau, d'Armand-Louis, et de Marie-Angélique de Mackau, mère du comte Charles-René de Bombelles, lui-même époux de l'impératrice Marie-Louise d'Autriche, ex-femme de Napoléon Bonaparte.
Veuve en 1767, elle se retire à Strasbourg avant d'être rappelée par le roi. Elle devient la sous-gouvernante de Mme Elisabeth et Mme Clotilde en 1771 et d’Élisabeth de France à partir de 1774 jusqu'en 1792 avec le départ de la famille royale pour le Temple.
Le 19 Août 1792, alors que les personnes travaillant pour la famille royale sont enlevées du temple, puis transférées à la prison de la force, Marie-Angélique de Mackau sera arrêtée à sont tour par les révolutionnaires, puis écrouée dans la même prison le 2 Septembre. Elle est accompagnée d'Adélaïde Robin, sa femme de chambre, prisonnière volontaire. Les massacres de Septembre ayant déjà commencé, et duré toute la nuit du 2 au 3 Septembre, la baronne de Mackau sera sauvée le matin du 3, avec sa femme de chambre, par le maire de la commune de Vitry-sur-Seine, s'étant lui-même rendu sur place pour venir la chercher. Ce dernier parvient à la ramener avec lui et de ce fait, les deux femmes eurent la vie sauve.
S'étant installée à Vitry-sur-Seine à la suite de cet épisode, elle y demeurera jusqu'à la fin. Elle y décède le 10 février 1801, à l'âge de 77 ans.